# Poesia clássica
Poesia clássica é a denominação usualmente atribuída à literatura lírica grega e latina.
A poesia clássica abrange um período cronológico muito vasto. Na Grécia antiga, este período literário compreende os anos de cerca de 500 a 320 AC. Na antiga Roma, a Era de Ouro iniciou pelos anos 70 AC até 18 DC.
Muitos estilos, modelos, temas e autores se podem incluir.

## Poesia da Antiga Grécia
A literatura grega antiga pode ser dividida em três períodos: o período arcaico (até o século VI AC); o período clássico (séculos V e IV AC); período helenístico ou greco-romano (século III AC em diante). 

### Período arcaico
A primeira forma de poesia na Grécia antiga foi constituída pelos poemas épicos desenvolvidos no período arcaico. Consistiam em narrativas poéticas que compilavam os mitos gregos, como observado nas obras Odisseia e A Ilíada, atribuídas a Homero, elaborados para serem recitados ou cantados. Neste período, a escrita era pouco conhecida ou utilizada.Outro poeta de destaque foi Hesíodo. De sua obra conhecemos Teogonia e Trabalhos e Dias. 
Os poemas épicos tinham o caráter mais objetivo, com temática de narrativas históricas e mitológicas. 
Ainda no período arcaico surgiu a poesia lírica, como fusão do poema épico com a lira. Este gênero apresenta maior liberdade quanto ao número de sílabas nos versos. Com isto,foram desenvolvendo novas formas e técnicas, com temáticas mais subjetivas. Pode-se citar, entre outras:
- a ode, com destaque  para Píndaro, com sua narrativa heroica , com traços subjetivos e pessoais;
- a elegia, que tem em Arquiloco de Paros a referência no século VII AC;
- os epitáfios, com destaque para Simônides de Ceos;
- as canções,
- as baladas,
- os epitalâmios

A primeira poetisa que se conhece no gênero lírico é Safo (século VI a.C.). Sua obra é variada: odes, elegias, hinos e epitalâmios. Contemporâneo a ela foi Alceu de Mitilene. A métrica utilizada nos poemas de ambos deu origem a estilos que levam seu nome: versos sáficos e alcaicos .
Das formas acima citadas, surgiriam o soneto e o madrigal . Outra forma originada foi a poesia bucólica, com destaque para Teócrito no século III aC.

### Período clássico
Outra forma de poesia grega foi a dramática, que tinha características simultâneas épica e lírica: os narradores eram os personagens das ações, apresentando suas emoções.
As origens da tragédia remonta aos coros trágicos da Grécia dórica das festas dionisíacas, no século VI AC. Por sua vez, a comédia é oriunda dos dóricos e desenvolveu-se em Ática. Ambas eram dedicadas a Dionísio. 
Ésquilo é reconhecido como o primeiro autor das tragédias, no período clássico, na segunda metade do século V AC. Sucederam-lhe Sófocles e Eurípedes. Aristófanes foi considerado o maior poeta cômico (século IV AC).

### Período helenístico
A partir do final do século IV AC, inicia-se o período helenístico, quando os grandes centros de cultura grega deslocam-se para o Oriente, no processo de difusão da cultura grega nos territórios conquistados por Alexandre o Grande. Esta área se estendia do Mar Mediterrâneo até a Ásia Central. Enquanto a literatura produzida nos períodos anteriores destinava-se aos cidadãos das polis, neste período os destinatários passam a ser um público variado e cosmopolita. Foram criadas as grandes bibliotecas: Biblioteca de Alexandria, de Antioquia e Pérgamo, que reuniram intelectuais e documentos. As obras passaram a ser compiladas e escritas. Com isto ocorreu o desenvolvimento de novos gêneros e o resgate de outros. 
Os gêneros de poesia mais destacados neste período foram a poesia erudita, a poesia bucólica, o mime e o epigrama . 
Os poetas eruditos (poetae docti) escreviam seus versos em métricas diversas, às vezes dentro de um mesmo poema. Utilizavam palavras difíceis e passagens míticas pouco conhecidas e de difícil compreensão para o público não intelectual. Destacam-se Calímaco, autor de a hinos, elegias, epílios e pequenos poemas épicos;  Apolónio de Rodes, dedicado a epopeias; Arato e Nicandro de Cólofon, que compunham poesias didáticas; Licofrão de Cálcis, compositor de tragédias.
Teócrito (300-260 AC) é considerado o fundador da poesia bucólica. Sua obra deu forma literária aos cantos camponeses  da Magna Grécia. Em sua obra, retrata as belezas da natureza, os pastores, cantos de amor dos camponeses, o deus Pã e mitos pastorais. Outros autores do gênero são Mosco e Bíon de Esmirna.
Sófron de Siracusa (segunda metade do século –V) foi o primeiro autor conhecido de mimes, uma composição dramática em prosa ou verso, que era declamada ou encenada, que representava cenas do cotidiano. Duzentos anos depois, Teócrito utilizou mimes em versos pastorais hexâmetros. Herondas  (246-221 AC) também utilizou o mime para compor versos iâmbicos satíricos.
O epigrama atingiu um alto nível no período helenístico. Tornou-se um gênero literário quase que  independente de suas origens. Posidipo de Pela (310-240 AC) compôs o primeiro epigrama em dísticos elegíacos, o que influenciou os autores posteriores. Os temas eram diversificados: dedicatórias e epitáfios, elogios, temas pastorais.

## Poesia da Roma Antiga[9]
A literatura latina inicia-se com  a tradução de autores gregos, o que determina seu desenvolvimento posterior. Os períodos estilísticos podem ser divididos em quatro: primeiros escritos, até 70 AC; A Idade de Ouro, entre 70 AC e 18 DC; A Idade de Prata, entre 18 e 133 DC; e escritos posteriores.

#### Primeiros escritos[9]
O início da literatura latina remonta à vinda de escravos gregos no século III AC. Vários destes escravos foram tutores de nobres romanos. Lívio Andrônico é considerado o primeiro escritor latino. Sua primeira obra foi um drama adaptado do grego para celebrar a vitória de Roma sobre Cartago em 240 AC. Também foi responsável pela tradução da Odisséia, adaptando a métrica grega para a língua latina. Cneu Névio utilizou o mesmo método ao compor seu épico sobre a Primeira Guerra Púnica contra Cartago. Ênio, o calabriano de ascendência grega compôs o épico Annales adaptando o hexâmetro grego para o Latim. 
Esta influência grega passou a ser parte das elites cultas romanas. Posteriormente, quando a Grécia passou a ser província romana, o grego tornou-se a segunda língua dos romanos educados.
Plauto (254 AC-?) utiliza o latim coloquial em sua obra cômico-dramática. Ênio acentuou a dicção épica e trágica. A linguagem literária vai se distanciando do povo, até o século II AC.

#### Idade de Ouro[9]
A Idade de Outro da literatura latina compreende o período entre o final da República Romana até o estabelecimento do Império Romano, durante o reinado de Augusto César (27 AC-14 DC). Foi neste período que Cícero desenvolveu a língua latina de forma a elaborar conceitos abstratos com clareza. Sua técnica poética era bem desenvolvida.
Após a destruição de Cartago e Corinto em 146 BC, o período de paz tornou possível o cultivo da “arte pela arte”. Destaca-se a obra de Catulo, de Verona. 
A geração seguinte foi a de Cornélio Galo a Virgílio. Virgílio foi introduzido ao círculo de Mecenas, ministro chefe de Augusto, ao qual posteriormente aderiu o poeta Horácio.  O reinado de Augusto inicia a segunda fase da Era de Ouro. Os ideais deste período era que o escritor não necessitava escrever novas ideias, mas escrever melhor. Desenvolve-se a retórica e o uso de aliterações e onomatopeias.  É deste período a Eneida de Virgílio, as Odes  I a III e as Epístolas (livro I) de Horácio. O jovem Ovídio, pertencente ao mesmo círculo de Mecenas, iniciava sua obra.  Estes poetas recitavam sua obra em círculos literários e em público. 
Posteriormente, as tragédias de Sêneca e a sátira de Juvenal se desenvolveram fora do círculo político. 

#### Idade de Prata[9]
Após a era de Augusto, ocorreu um refluxo literário. Apenas Tácito e Juvenal, remanescentes do círculo de Mecenas continuaram sua obra sob o domínio de Domiciano.  Neste período, Lucano, a sátira de Pérsio, Petrônio, os poemas épicos e líricos de Estácio, os epigramas de  Marcial apresentaram destaque.

#### Escritos posteriores[9]
A descentralização do império sob Adriano e Antonino enfraqueceu o orgulho romano. Obras passaram a ser escritas em grego e latim. Desenvolve-se uma nova sofística na Grécia, que influencia os novos poetas como Florus. Somente no século IV DC Ausônio de Bordeaux e Claudiano surgem como destaque. Por este período, o Cristianismo se sobrepõe ao paganismo, encerrando a era clássica.

## Principais autores
Na poesia grega muitos nomes emergem, entre eles Homero, Píndaro, Platão, Safo.
Horácio, Virgílio e Catulo estão contados como os mais brilhantes exemplos da poesia latina.

## Estrutura
A estrutura métrica baseava-se no "pé-de-moleque", um conjunto de sílabas que se classificava segundo o alinhamento de breves e longas.
Composições como uma ode ou uma bucólica têm origem na poesia clássica.